# François Thomas Galbaud-Dufort
François-Thomas Galbaud du Fort (or Dufort; Nantes, Francia; 25 de septiembre de 1743 – El Cairo, Egipto; 21 de abril de 1801) fue un general francés que fue brevemente gobernador general de Saint-Domingue . Llegó en un momento en que los hacendados eran hostiles a la nueva Primera República francesa con sus ideales de igualdad de todos los hombres, cuando muchos esclavos habían abandonado las plantaciones y luchaban por la libertad, y cuando los españoles en el vecino Santo Domingo estaban en guerra con Francia. Inició un levantamiento en la ciudad norteña de Cap-Français contra los comisarios que representaban a la República. Tras violentos enfrentamientos entre blancos partidarios de Galbaud y mulatos y esclavos recién liberados que apoyaban a los comisionados, se vio obligado a huir a Estados Unidos con muchos de los plantadores disidentes y sus familias.

## Biografía

### Primeros años
François Thomas Galbaud du Fort nació el 25 de septiembre de 1743 en Le Fort, Nantes. Fue bautizado en Notre Dame, Nantes, el 28 de noviembre de 1743. Sus padres fueron François Galbaud Dufort y Agnès Dubreuil (1717-1793). Su padre era conseiller du roy maître ordinaire des comptes de Bretagne. Fue uno de cuatro hijos y seis hijas. Galbaud se convirtió en alumno de la escuela de artillería en 1760, fue nombrado teniente en 1762, capitán en 1772. Tenía solo 5 pies (1,5 m) de altura. En 1775 se casó con Marie-Alexis Tobin de Saint-Aubin. Su esposa era una criolla cuya familia poseía una propiedad considerable en Saint-Domingue. Sus tres hijos ingresaron más tarde en el ejército.
Galbaud luchó durante la Guerra de Independencia de los Estados Unidos. Después de esto, estuvo destinado en la guarnición de Estrasburgo hasta la Revolución Francesa de 1789. Fue recomendado para la cruz de la Orden de San Luis en 1788 sobre la base de un largo servicio, la única condecoración que recibió. Apoyó la revolución, y fue uno de los fundadores del club jacobino de Estrasburgo en enero de 1790. Posteriormente estuvo en el club jacobino de Metz. Cuando perdió el ascenso en la primavera de 1791, se quejó de discriminación debido a sus puntos de vista revolucionarios.
Galbaud se convirtió en teniente coronel en 1791. Luis XVI lo ascendió a mariscal de campo en 1792, la última promoción realizada por el rey. En 1792 sirvió bajo el mando del general Charles François Dumouriez. Galbaud intentó liderar 1.500 soldados para reforzar la guarnición de Verdún, pero se rindió antes de que él llegara. Sin embargo, detuvo al enemigo en una acción en la cresta de Biesme y participó en la Batalla de Valmy del 20 de septiembre de 1792. Fue enviado a negociar un armisticio local con las fuerzas prusianas y habló con su comandante, el Duque de Brunswick, por su cuenta dando una audaz defensa de Francia. Se notó a Galbaud y varios propietarios influyentes de Saint-Domingue en París pensaron que sería un gobernador adecuado para la colonia.
Galbaud fue nombrado Gobernador General de las Islas de Barlovento, luego el 6 de febrero de 1793 fue cambiado a Gobernador General de Saint-Domingue en lugar de Jean-Jacques d'Esparbes. Su madre, propietaria de una propiedad en Saint-Domingue, murió unos días después y Galbaud fue coheredero. Según la ley del 4 de abril de 1792, esto inhabilitaba a Galbaud para convertirse en gobernador. Informó al Ministro de Marina del problema, pero al no recibir respuesta partió de Brest a principios de abril en la fragata Concorde y llegó a Cap-Français (Cap-Haïtien) el 7 de mayo de 1793.

## Saint-Domingue
Saint-Domingue estaba en crisis en este momento, ya que los colonos blancos eran hostiles a los comisionados civiles Léger-Félicité Sonthonax y Étienne Polverel. Algunos de los blancos querían que se restaurara la monarquía. Mientras tanto, los esclavos del interior se habían rebelado. El general Étienne Maynaud de Bizefranc de Laveaux intentaba con dificultad mantener la paz en Cap-Français en el norte. Galbaud debió esperar a ser confirmado como gobernador por los comisionados civiles, que estaban en Port-au-Prince. En cambio, prestó juramento el día de su llegada y pronunció un discurso que pareció decirles a los colonos blancos que podían contar con su apoyo. El 8 de mayo de 1793 escribió una carta a Polvérel y Sonthonax anunciando su llegada, pero no envió despachos del gobierno que les dieran instrucciones sobre la guerra con España y Gran Bretaña

Mapa de Haití (antes llamado Saint-Domingue). Vista de la ciudad de Cap-Français actual Cabo Haitiano. Saint-Domingue estaba en crisis en este momento, ya que los colonos blancos eran hostiles a los comisionados civiles Léger-Félicité Sonthonax y Étienne Polverel.

Los comisarios llegaron a Cap-Français el 10 de junio de 1793, donde fueron recibidos por la gente de color pero recibieron una fría acogida por parte de los blancos. Escucharon que Galbaud era amigo de la facción hostil a la comisión y no tenía la intención de obedecer a los comisionados. Las relaciones entre Galbaud y los comisarios fueron extremadamente tensas desde el principio. Galbaud no aceptaría a los "ciudadanos del 4 de abril" en su séquito, ni convertiría a "todas las concubinas de la ciudad en iguales sociales a su esposa". Polvérel y Sonthonax pidieron la dimisión de Galbaud, y ante su negativa lo despidieron el 12 de junio de 1793. Los comisarios entrevistaron a Galbaud, quien confirmó que no obedecería sus órdenes y pudo demostrar que se había renunciado al obstáculo de su propiedad. El 13 de junio de 1793 Polvérel y Sonthonax proclamaron que habían despedido a Galbaud y le ordenaron embarcarse en el Normande , navegar a Francia y rendir cuentas de su conducta a la Convención Nacional. Se ha conservado una larga carta que Galbaud escribió a la Convención Nacional desde la prisión protestando por su detención. Los comisionados celebraron una fiesta el 19 de junio de 1793 a la que invitaron a muchas mujeres de color libres, ya sea casadas con hombres de color o blancos.

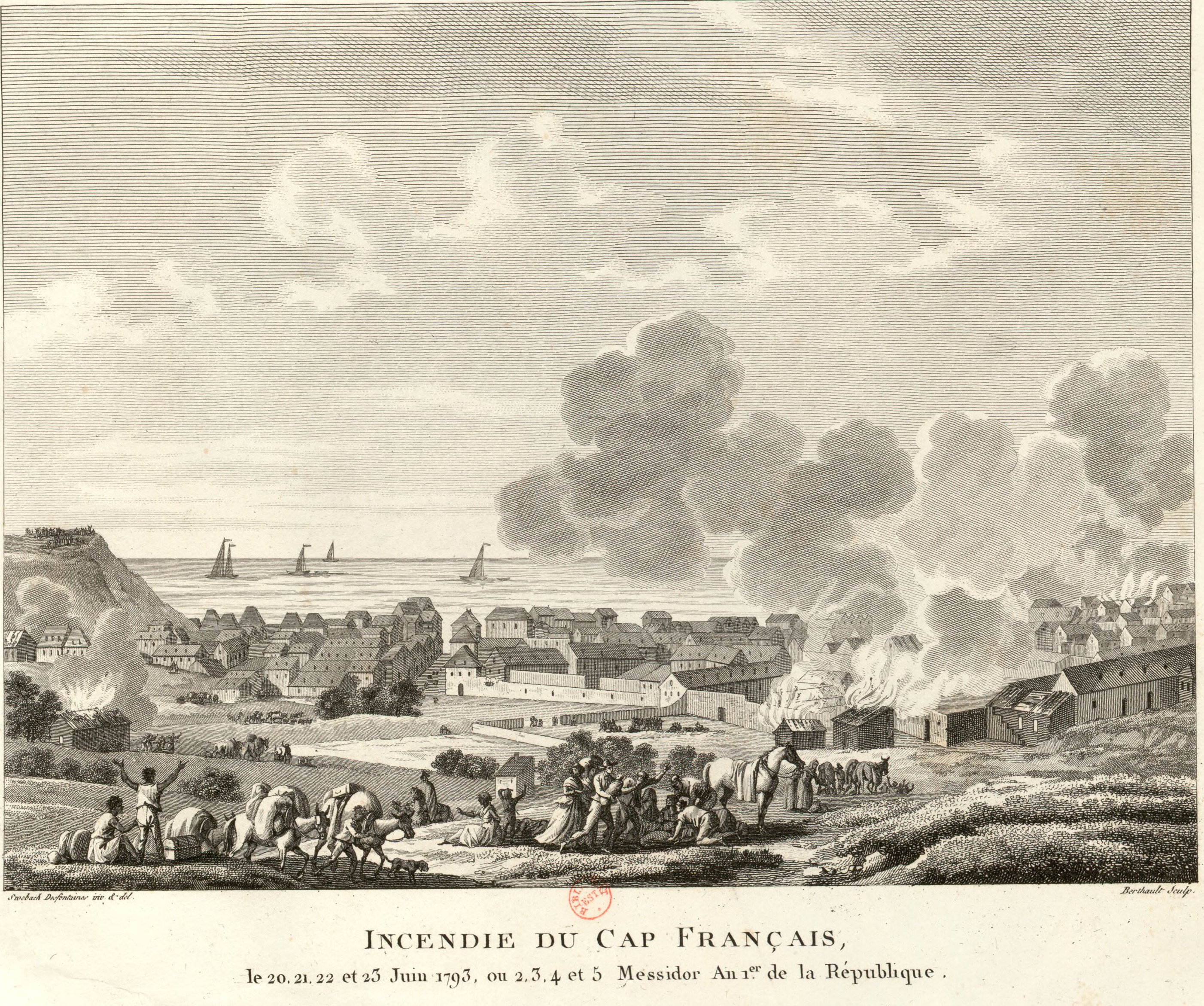
Cap-Français (actual Cabo Haitiano) durante la revuelta de esclavos

Los colonos blancos incitaron a los marineros de la flota en el puerto de Cap-Français contra los comisionados. El 20 de junio de 1793, Galbaud proclamó que volvía a ocupar su cargo y pidió ayuda para expulsar a los comisionados civiles. Aterrizó a las 3:30 p. m. a la cabeza de 3.000 hombres, que al principio no encontraron resistencia. El coronel Antoine Chanlatte tomó el mando de las tropas blancas y de color que acudieron en ayuda de los comisarios. Fue ayudado por Jean-Baptiste Belley, un negro libre que luego se convirtió en miembro de la convención nacional. Se produjeron luchas callejeras en las que los partidarios de los comisionados, aunque superados en número, ganaron la partida y capturaron al hermano de Galbaud y a varios oficiales navales. Se produjeron incendios en el pueblo. Galbaud se retiró con su fuerza a los barcos, pero desembarcó de nuevo al amanecer del 21 de junio de 1793 y capturó el arsenal de sus defensores de color.
Los comisionados y los hombres de color se retiraron al punto fuerte de Haut-du-Cap. Los marineros y otros blancos comenzaron a saquear la ciudad, ignorando las órdenes de Galbaud. A ellos se unieron varios cientos de insurgentes negros a quienes los comisionados habían liberado pero no armado, y que se unieron a la destrucción junto con los esclavos residentes en la ciudad. Los negros libertos y los esclavos de la ciudad, encabezados por Pierrot, Macaya y Goa, llegaron a comprender que los comisionados estaban de su parte. Dirigidos por los mulatos atacaron a los marineros ya los blancos que se les habían unido. Después de una violenta lucha, los blancos entraron en pánico y se retiraron a los barcos, incluido Galbaud, pero mantuvieron el control del arsenal.
Los comisionados se encontraban en una posición sumamente difícil, ya que dependían del apoyo de los insurgentes negros, y los españoles hacían atractivas ofertas de emancipación si los esclavos se ponían de su lado. El 21 de junio de 1793 proclamaron que se daría la libertad a todos los negros que luchasen por ellos contra los españoles y otros enemigos.  Esta política revivió un edicto que el rey había emitido en 1784 pero que no se había implementado debido a la resistencia de los hacendados. La proclamación del 21 de junio resultó ser el punto de inflexión en la lucha y en el movimiento más amplio para emancipar a los esclavos. En un consejo de guerra del 22 de junio de 1793, Galbaud decidió destruir los cañones de todas las baterías que pudieran dañar la flota, destruyendo así las defensas de la ciudad contra los ingleses. Entonces se decidió que toda la flota navegaría a los Estados Unidos, y de allí a Francia.
Los insurgentes liberados se unieron a las fuerzas blancas y mulatas leales a los comisionados y expulsaron a los marineros del arsenal y de la ciudad los días 22 y 23 de junio. La mayor parte de Cap Francais había sido incendiada el 23 de junio de 1793. Galbaud huyó a Baltimore en una flota de 120 barcos que transportaban a 10.000 refugiados. La flota partió hacia los Estados Unidos el 24 y 25 de junio. Esa noche, el contraalmirante Joseph de Cambis recuperó la autoridad sobre la tripulación del Júpiter, donde se había refugiado Galbaud, y arrestó a Galbaud. Sin embargo, poco después de llegar a Estados Unidos, Galbaud logró que la tripulación se rebelara nuevamente contra Cambis, quien tuvo que abandonar el barco y refugiarse en el consulado francés. Los comisionados civiles regresaron a Cap-Français el 4 de julio de 1793, donde destituyeron a los funcionarios desleales y los reemplazaron por hombres confiables. El 10 de julio de 1793 escribieron a la Convención Nacional describiendo lo que había sucedido y cómo Galbaud había dejado indefensa a la provincia del norte. Gilbaud y sus compañeros "agitadores" fueron acusados de aliarse "durante el período federalista, con todos los colonos, o comerciantes aristocráticos y realistas, en nuestras principales ciudades comerciales". El 29 de agosto y el 31 de octubre de 1793, Sonthonax y Polverel emitieron decretos que emanciparon a todos los esclavos en las provincias del norte y del sur, respectivamente.

## Campaña de Egipto
Cuando Galbaud llegó a París en la primavera de 1794, fue arrojado de inmediato a la prisión de Abbaye bajo sospecha de ser realista. Su esposa participó activamente en la lucha por su liberación, y se le dio la libertad condicional después de ocho meses. No pudo reincorporarse al ejército, pero encontró trabajo en la oficina del Comité de Seguridad Pública. Un mes después del golpe de Estado de Napoleón en noviembre de 1799, se reincorporó al ejército y fue destinado a Egipto, donde estuvo acompañado por su esposa. Llegó a Egipto en 1800 con el rango de general de brigada. Galbaud murió de peste en 1801 en El Cairo, Egipto.